# Tokody János
Tokody János (1785. ? – Debrecen, 1839. augusztus 13.) Bihar megyei szolgabíró, színműíró.

## Pályája
Tokody György bihari alispán és Vay Magdolna fia. Bihar megyei szolgabíró, később a debreceni kerület tartományi biztosa.
Az Erdélyi Múzeum drámapályázatán, melyet a kolozsvári színház megnyitására írtak ki, a tizennyolc pályázó közül az ő pályaművét találták legjobbnak, de a pályadíjat neki sem adták ki. A jeligés levél felbontása utána a Döbrentei Gábor irányítása alatt álló bírálóbizottság azt írta a szerzőnek, hogy dolgozza át színdarabját, de Tokody János a felhívásra nem válaszolt. Erre a pályázatra Katona József is beküldte a Bánk bán-t, pályaműve azonban vagy későn érkezett vagy elveszett.
Tokody tragédiája, a Pártosság tüze Ziegler német színműíró nyomán készült. Kolozsvárt és Marosvásárhelyen is előadták. Néhány alkalmi költeménye nyomtatásban is megjelent, így Kazinczy Ferenc halotti emléke (1831).

## Munkáiból
- Öröm gerjedelmek, mellyeket Fevisnyei gróf Reviczky Ádám úr ő Excjának, az udvari főcanczellári méltóságra lett emeltetésekor Debreczen érzett. Debrecen, 1828. (Költemény.)
- Kazinczy Ferencz halotti emléke. Debrecen, 1831. (Költemény.)